# Хельмерот
Хе́льмерот (нем. Helmeroth) — община в Германии, в земле Рейнланд-Пфальц. Входит в состав района Альтенкирхен-Вестервальд. Подчиняется управлению Альтенкирхен.
Население составляет 209 человек (на 31 декабря 2010 года). Занимает площадь 3,57 км².
Город подразделяется на пять городских районов.